# Obrowiec (województwo opolskie)
Obrowiec (dodatkowa nazwa w j. niem. Oberwitz) – wieś w Polsce położona w województwie opolskim, w powiecie krapkowickim, w gminie Gogolin. 
W latach 1975–1998 miejscowość położona była w województwie opolskim. 
Wieś jest siedzibą sołectwa o tej samej nazwie.
W Obrowcu mieści się Ochotnicza Straż Pożarna, która dysponuje dwoma samochodami bojowymi: Mercedes-Benz Atego 1629AF 4,5/32 oraz MAN TGE 6.180 GLBMRtRw 1/1.2.

## Nazwa
Według niemieckiego językoznawcy Heinricha Adamy’ego nazwa miejscowości pochodzi od polskiej nazwy oznaczającej paszę dla konia - obroku, owsa lub połączenia obu tych słów. W swoim dziele o nazwach miejscowych na Śląsku wydanym w 1888 roku we Wrocławiu jako najstarszą zanotowaną nazwę miejscowości, wcześniejszą od niemieckiej wymienia Obrowies podając jej znaczenie "Futterkammer" czyli po polsku "Komora na paszę, obrok". 
Niemcy zgermanizowali nazwę na Oberwitz w wyniku czego utraciła ona swoje pierwotne znaczenie. Po wojnie polska administracja spolonizowała zgermanizowaną nazwę na Obrowiec.

## Historia
Wieś po raz pierwszy wzmiankowana była w 1352. W dokumencie papieskim wydanym w Awinionie, papież Klemens VI wyraził zgodę na zabezpieczenie materialne w diecezji wrocławskiej dla Mikołaja z Obrowca (Nicolao de Oberbicz). W XIII wieku wzniesiony został pałac w Obrowcu.
Do 1742 wieś była eksklawą powiatu sądowego głogóweckiego w Monarchii Habsburgów. Po I wojnie śląskiej znalazła się w granicach Królestwa Prus i weszła w skład powiatu prudnickiego w prowincji Śląsk. W związku z reformą administracyjną, w 1816 Obrowiec został odłączony od powiatu prudnickiego i przyłączony do strzeleckiego.
W drugiej połowie XIX wieku powstał kościół w Obrowcu.
W czasie III powstania śląskiego, 4 maja 1921 w Obrowcu sformowano 1. kompanię prudnicką, podlegającą pod 7 Strzelecki Pułk Piechoty.
W 1930 wieś nawiedziła powódź. Pałac w Obrowcu został spalony w 1945.

## Zabytki
Do wojewódzkiego rejestru zabytków wpisane są:
- zbiorowa mogiła powstańców śląskich na cmentarzu katolickim, ul. Cmentarna
- park

inne zabytki:
- kościół pw. św. Jana Chrzciciela